# Sonata para viola (Shostakóvich)

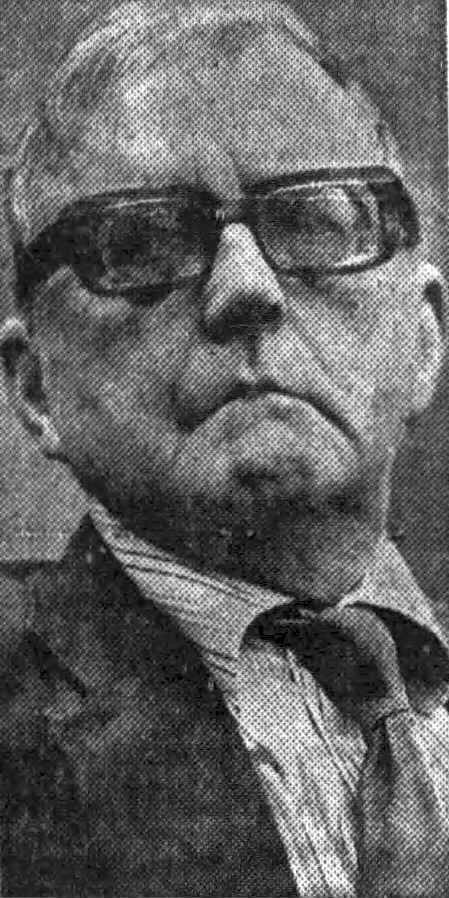
Shostakóvich en 1973.

La Sonata para viola y piano, Op. 147 fue compuesta por Dmitri Shostakóvich en 1975. Se trata de la última obra del maestro ruso que completó el 5 de julio de 1975, unas semanas antes de su muerte. La obra está dedicada a Fyodor Druzhinin, violista del Cuarteto Beethoven.

## Historia

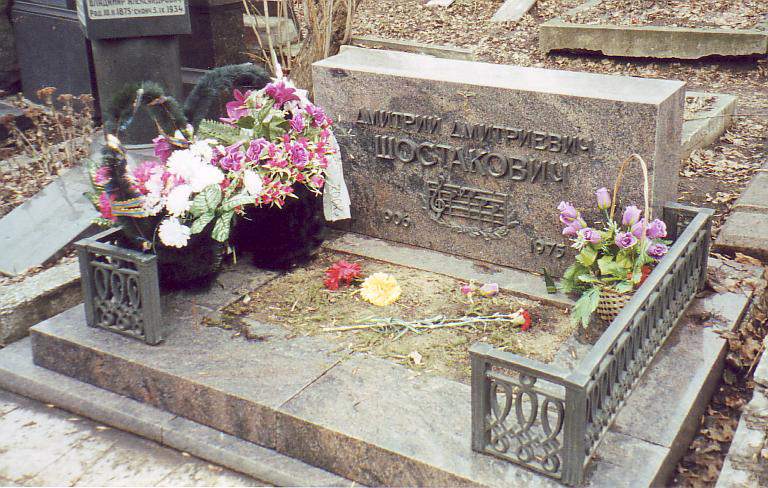
Tumba de Shostakóvich

Los borradores supervivientes del primer movimiento de la sonata, que utilizan una tesitura de bajo en lugar de viola, sugieren que Shostakóvich pudo haber concebido originalmente la obra para violonchelo.  Según Sofía Khentova, las sonatas para viola de Mieczysław Weinberg y Grigory Frid habrían sido el impulso para que Shostakóvich compusiera la suya. Su Sonata para viola también marcó un regreso a la idea que el compositor había expresado a mediados de la década de 1930 de escribir un ciclo de obras para instrumentos que habitualmente no se consideraban ideales para papeles solistas. 
Shostakóvich anunció por primera vez su intención de componer la Sonata para viola en mayo de 1975 a la dirección de la Sala Glinka Maly de Leningrado. En respuesta a su propuesta de un concierto que abriría simultáneamente la temporada 1975-76 y conmemoraría su 69 cumpleaños, propuso un programa de sus sonatas para violonchelo, violín y viola, indicando que esta última se completaría en el verano. 
En la mañana del 1 de julio de 1975, Shostakóvich llamó por teléfono a Druzhinin para decirle que tenía una idea para una Sonata para viola. Volvió a llamarle más tarde ese mismo día para preguntar si ciertos acordes dobles tocados en rápida sucesión eran posibles en la viola. Druzhinin animó al compositor a escribir lo que quisiera y dijo que los violas ampliarían sus técnicas para tocar cualquier cosa que él les pidiera.
En los últimos días antes de completar la sonata, Shostakóvich se quejó de la incapacidad de su mano derecha para permanecer lo suficientemente quieta al escribir  y también llamó por teléfono a Druzhinin el 4 de julio advirtiéndole que estaba considerando retrasar otras obras como resultado del deterioro de su salud.  A pesar de estos desafíos, anunció al viola el 5 de julio que había completado la partitura y que había sido enviada a la Unión de Compositores Soviéticos para su copia. Después de algunos retrasos inesperados en su preparación, Druzhinin recibió la copia en limpio de la partitura de manos de la esposa del compositor el 6 de agosto y Shostakóvich murió el 9 de agosto 

## Estructura y análisis
La obra consta de tres movimientos:
- I. Moderato
- II. Allegretto
- III. Adagio

La sonata se caracteriza por un equilibrio entre dos movimientos lentos que enmarcan un movimiento central rápido y danzante que se inspira en el folclore. La viola, con su registro intermedio cercano a la voz humana, confiere a la composición un carácter muy expresivo. La composición es a menudo melancólica y crepuscular, pero también a veces paródica e irrisoria. Las citas del propio Shostakóvich y de obras de otros compositores abundan y juegan un papel muy importante en las obras tardías de Shostakóvich. Podemos detectar fácilmente citas de Beethoven en el último movimiento, desde la Sonata Claro de luna, hasta los últimos conciertos para piano. Pero la música de Shostakóvich también se basa en el folclore ruso. 

### I.Moderato
El primer movimiento, Moderato, subtitulado Nouvelle, utiliza un lenguaje abstracto. La viola ataca con pizzicati arrebatados y el piano ofrece un tema en legato. Entonces los papeles se invierten; la viola retoma el tema del piano y éste repite en notas separadas el diseño de los pizzicati. El monólogo continúa: aquí los instrumentos realmente no dialogan, se involucran más en un juego de preguntas sin respuestas y nunca se juntan para tocar juntos.
El compositor describió el primer movimiento como una "novela".  El tema en pizzicato en la viola, sin acompañamiento, recuerda la apertura del Concierto para violín de Alban Berg,. El movimiento se cierra con un recuerdo de los primeros compases.

### II.Allegretto
El primer movimiento, Allegretto, La mayor parte del material melódico para el segundo movimiento fue tomado de la ópera inacabada de 1942 de Shostakóvich titulada Los jugadores.  Después de la exitosa reposición en el otoño de 1974 de su otra ópera basada en Nikolai Gogol, La nariz, solicitó la devolución del manuscrito de Los jugadores a su antigua alumna Galina Ustvolskaya, a quien se lo había regalado.
Nos encontramos, pues, en 1941, cuando el compositor imitó y parodió a su mentor Prokófiev. Se trata de un scherzo con aroma a danza popular rusa, con ritmos mecánicos que se desarticulan y del que se escapan algunos breves vuelos líricos.

### III.Adagio

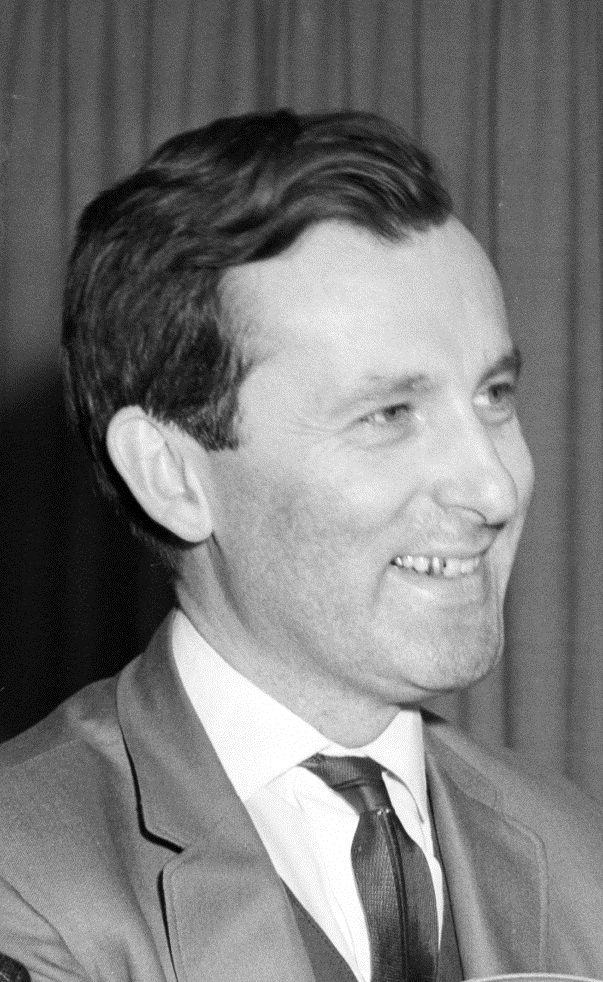
1966 Daniil Shafran

El tercer y último movimiento, Adagio, está lleno de memoria, de recuerdos. Desde el principio reconocemos muy claramente la referencia al primer movimiento de la Sonata "Claro de luna" de Beethoven, más conocida como Sonata Claro de Luna. El acompañamiento del piano y el ritmo tan característico del movimiento beethoveniano consiguen, en un contexto completamente diferente al de la obra original, describir la desolación y la obsesión. Luego, a lo largo de la pieza, aparecen préstamos del Concierto para violín de Alban Berg, la Sinfonía n.º 5 de Beethoven, la Sinfonía n.º 4 de Chaikovski, la melodía El destino de Rachmaninoff, de Richard Wagner, así como fragmentos de obras del propio Shostakovich, desde La nariz, su ópera basada en la obra de Gogol, a su Decimotercer Cuarteto.

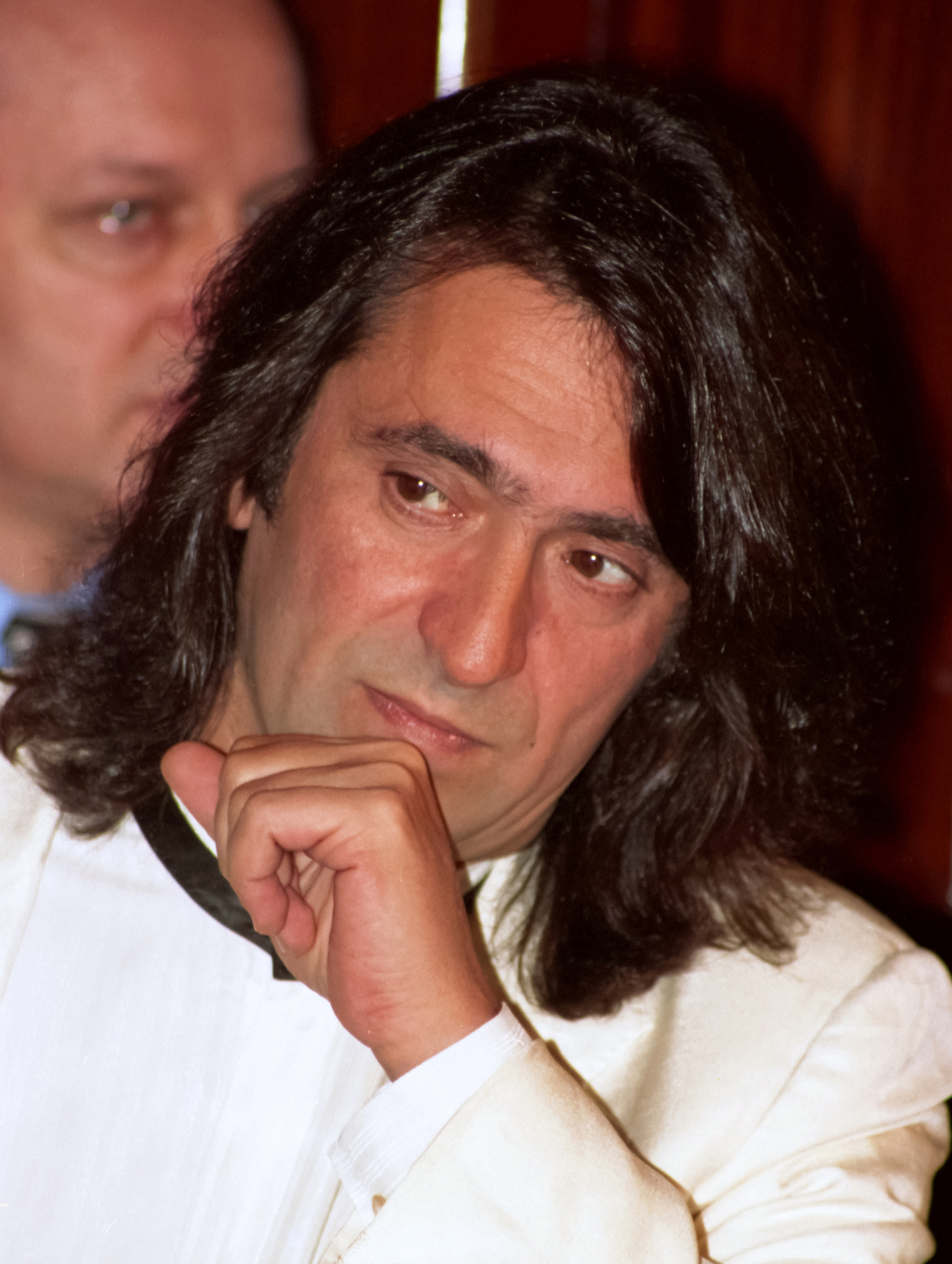
Yuri Abramovich Bashmet

Shostakóvich se refirió al movimiento final como un "Adagio a la memoria de Beethoven" o "Adagio en memoria de un gran compositor", aunque enfatizó que su tono era "brillante y claro", caracterizándolo además como una "música radiante".    Las citadas alusiones a la Sonata "Claro de luna" de Beethoven se yuxtaponen con reminiscencias de temas presentados anteriormente en la propia Sonata para viola, seguidas de una extensa autocita que entrelaza referencias a cada una de las 15 sinfonías de Shostakóvich.  Sus páginas finales se cierran con citas de Don Quijote  de Richard Strauss y de la primera Suite en fa♯ menor de Shostakóvich, por lo que se puede considerar esta obra como un lúcido testamento musical del compositor. Este último movimiento de toda la obra de Shostakóvich es como una última mirada autocontemplativa y serena que lanza sobre su propia vida y logros artísticos. 

## Recepción de la obra
La sonata fue estrenada en privado en el apartamento de Shostakóvich por Druzhinin y el pianista Mikhail Muntyan el 25 de septiembre de 1975, en lo que habría sido el 69 cumpleaños del compositor. Su estreno público tuvo lugar en la Sala Pequeña del Conservatorio de Moscú el 1 de octubre de 1975, con los mismos intérpretes. Un crítico del Izvestia escribió que la música era "como la catarsis de una tragedia: vida, lucha, superación, purificación por la luz, entrada en la inmortalidad". 
Con la aprobación de la viuda de Shostakóvich, Daniil Shafran transcribió la sonata para violonchelo y piano, una experiencia que más tarde llamó "una de las cimas de su vida creativa". Su transcripción del allegretto fue una pieza obligatoria para los violonchelistas que participaron en el Concurso Internacional Tchaikovsky de 1978. Daniil Shafran la grabó en 1975. Otros intérpretes, entre ellos Viviane Spanoghe (Talent, 2009), Petr Prause (Calliope, 2002), Carlos Prieto (Urtext, 2006), Friedrich Kleinhapl (Ars Produktion, 2004), Raphael Wallfisch (Black Box Classics, 2002), Ramon Jaffé (G&J Records, 1992) y Sharon Robinson (Koch International Classics, 2007) han grabado la sonata para violonchelo.

## Discografía selecta
- 1985 – Yuri Bashmet, Sviatoslav Richter, en el Gran Salón del Conservatorio Chaikovski de Moscú, 17 de mayo de 1985.
- 2011 – Gérard Caussé, Brigitte Engerer, en la Fundación Singer-Polignac, París (Francia), septiembre de 2011.